# Strange Frontier
Strange Frontier is het tweede soloalbum van Queen-drummer Roger Taylor. Het album is uitgebracht in 1984 en heeft twee singles, "Man On Fire" en "Strange Frontier", voortgebracht.
Op twee covers, van Bruce Springsteen en Bob Dylan, na, is het gehele album (mede) geschreven door Taylor. Taylor neemt ook het merendeel van de zang en instrumenten voor zijn rekening. Een aantal artiesten heeft op enkele nummers hun medewerking verleend, waaronder Queenleden John Deacon en Freddie Mercury en Status Quo'er Rick Parfitt.

## Nummers
1. Strange Frontier (Taylor) - 4:16
2. Beautiful Dreams (Taylor) - 4:23
3. Man on Fire (Taylor) - 4:05
4. Racing in the Street (Springsteen) - 4:28
5. Masters of War (Dylan) - 3:51
6. Killing Time (Taylor) - 4:58
7. Abandonfire (Taylor, Richards) - 4:12
8. Young Love (Taylor) - 3:22
9. It's an Illusion (Taylor, Parfitt) - 4:03
10. I Cry for You (Love, Hope and Confusion) (Taylor, Richards) - 4:16